# Ezeiza

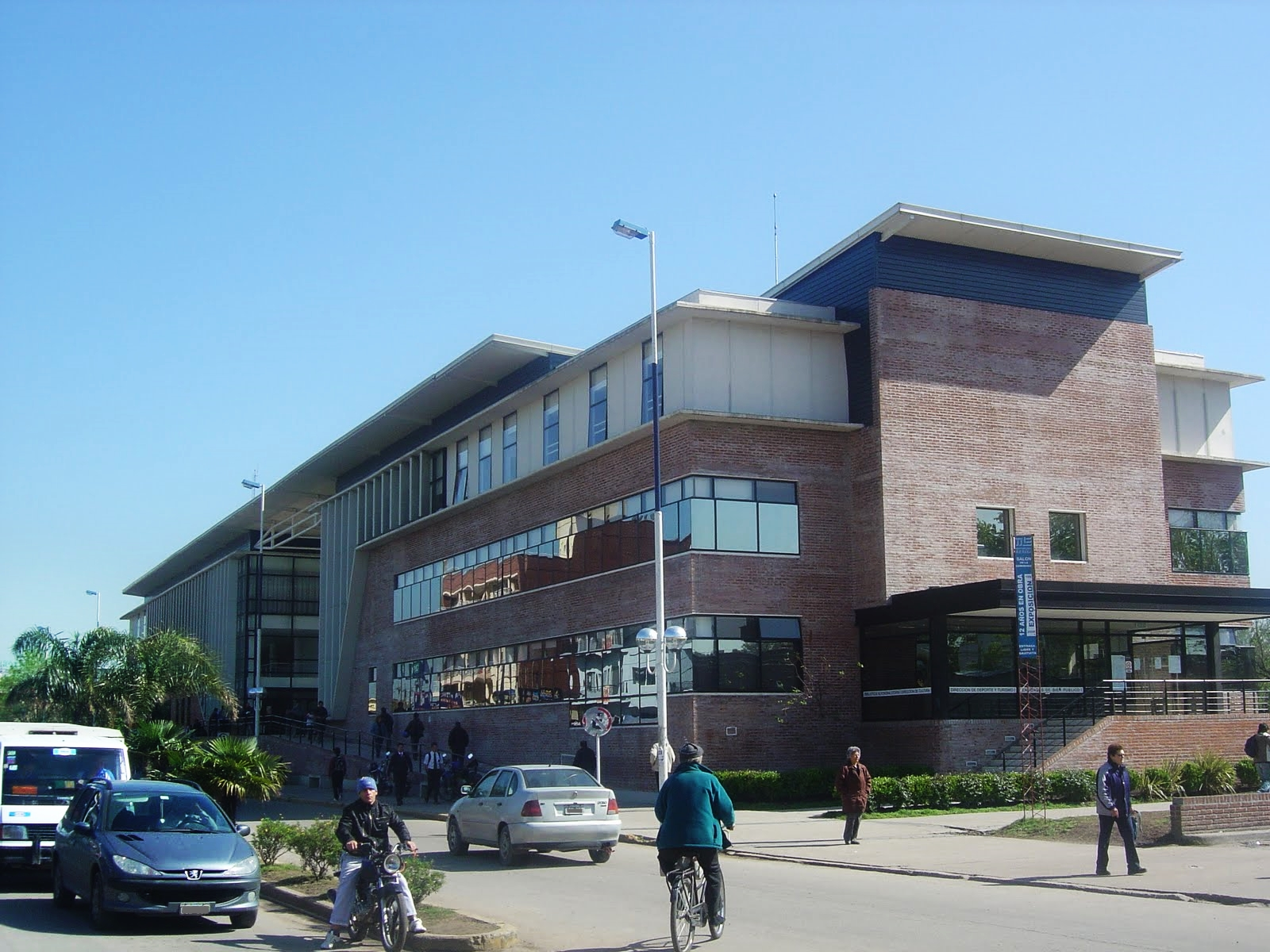
Rathaus Ezeiza

Ezeiza, eigentlich José María Ezeiza, ist die Hauptstadt des gleichnamigen Partido im östlichen Argentinien, gelegen am westlichen Ende des Gran Buenos Aires, des Ballungsraumes der Hauptstadt Buenos Aires. Ezeiza liegt etwa 35 Kilometer westlich des Zentrums und hat 160.219 Einwohner (2010). 
Die Stadt war vorher Teil des Partido Esteban Echeverría, sie erlebte jedoch zwischen 1980 und 2001 ein rapides Wachstum, was dazu führte, dass Anfang der 1990er-Jahre ein eigenes Partido mit dem Namen Ezeiza geschaffen wurde, das außer der Stadt selbst noch einige kleinere Ortschaften enthält.
Bekannt ist Ezeiza vor allem für seinen Flughafen, den Aeropuerto Internacional Ministro Pistarini de Ezeiza (IATA-Code: EZE), der im Volksmund auch einfach Aeropuerto de Ezeiza genannt wird und den interkontinentalen Flugverkehr von und nach Buenos Aires abwickelt. Neben Córdoba (Madrid mit Iberia) ist er der einzige Flughafen des Landes, welcher Flüge nach Übersee anbietet.

## Persönlichkeiten
- Martín Di Nenno (* 1997), Padelspieler